# Luigi Pulci

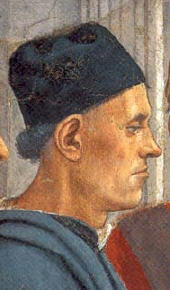
Luigi Pulci

Luigi Pulci (ur. 15 sierpnia 1432 we Florencji  – zm. 1484 w Padwie) - poeta włoski związany z dworem Medyceuszy. Pozostawał w dobrych stosunkach z Wawrzyńcem Wspaniałym, od którego otrzymywał pomoc i protekcję. Mimo wszystko życie poety było często trudne - cierpiał z powodów materialnych, a nawet został wygnany z Florencji z powodu długów zaciągniętych u swojego brata. Podróżował długo po Włoszech, bywał w Neapolu, Bolonii, Mediolanie, Wenecji, wykonując zlecenia powierzone mu przez Wawrzyńca Wspaniałego. Pod koniec życia opuścił dwór medycejski, wyrafinowany w gustach i postrzegający go jako przedstawiciela odchodzącej epoki literackiej.
Zmarł podczas pobytu w Padwie. Mimo ciężkiego życia jego utworom nie brak komizmu, a wręcz szyderstwa. Najsłynniejszym utworem Pulciego pozostaje poemat pt. Morgante. Nawiązuje on treściowo do Pieśni o Rolandzie, lecz sama treść nie gra tu pierwszorzędnej roli i autorowi udało się stworzyć dzieło oryginalne. Istotne miejsce zajmuje tu krytyka społeczeństwa, komizm i humanistyczne poglądy autora.
Pulci zapoczątkował tradycję wielkiej włoskiej epiki bohaterskiej, pisanej oktawą, kulminującej w dziełach Ludovica Ariosta i Torquata Tassa. Przyczynił się tym samym do znacznego rozprzestrzenienia się tej strofy w literaturze włoskiej, a potem europejskiej.
Monografię na temat życia i twórczości Pulciego napisał Walerian Preisner. Na język polski zostały przełożone tylko fragmenty Morgante (Wielka literatura powszechna).